# Raza
Raza (1941), El espíritu de una raza (1950), és una superproducció espanyola que sintetitza l'ideari de l'espanyolisme des de la perspectiva del falangisme imperant al règim franquista en els primers anys de la postguerra a través de la història de tres germans i les seves vicissituds durant la Guerra Civil. Es va estrenar l'any 1941, dirigida per José Luis Sáenz d'Heredia i amb guió tècnic del mateix director a partir d'un argument de Jaime de Andrade, pseudònim sota el qual s'ocultava Francisco Franco. La pel·lícula pretén mostrar l'esperit abnegat i valerós que seria propi de l'ésser espanyol i que coincidiria completament amb l'ideari nacional-catòlic del règim promogut després de la Guerra Civil. Potser per la seva proximitat temporal amb la Guerra Civil, la pel·lícula integra perfectament material documental d'aquesta, així com una cuidada ambientació pel que fa a uniformes, cartelleria i simbologia republicanes, quelcom poc habitual en pel·lícules realitzades durant el franquisme.
La pel·lícula va ser produïda per l'estat espanyol a través de la Cancelleria del Consell de la Hispanitat. El rodatge va començar el 5 d'agost de 1941 i va finalitzar el 22 de novembre del mateix any. Es va estrenar la nit del 5 de gener de 1942 al Palau de la Música de Madrid, en un esdeveniment que va comptar amb la presència d'un nombrós i selecte grup de persones, en els quals alguns ministres, membres de l'exèrcit i altres personalitats destacades. Segons la premsa, l'estrena va ser tot un èxit. Un cop estrenada, la pel·lícula era projectada diàriament al Palau de la Música de Madrid, i al cap de pocs dies ja es va poder visionar a altres ciutats, com Còrdova —el 9 de gener, al cine Góngora— o Barcelona —el 14 de gener, al Coliseum.
En Raza es van invertir més de 2.400 hores de rodatge, arribant a treballar 16 hores al dia durant els 109 dies que va durar el rodatge. El pressupost de la pel·lícula està entorn d'1.650.000 pessetes, essent un dels més alts de l'època, en ell es van utilitzar més de 50 decorats, 500 vestits d'època i 1.500 extres, 1 a més del pagament de 79.000 pessetes al seu director, i pagar a un nodrit grup d'actors com Alfredo Mayo i Ana Mariscal.
Aquesta producció va rebre el premi del Sindicat de l'Espectacle a la millor pel·lícula.

## Argument
El marí Pedro Churruca mor a Cuba, que encara és colònia espanyola, durant la Guerra hispà-nord-americana en 1898. La seva mort és producte de la maçoneria que domina la política espanyola i que ha abandonat l'illa i als militars espanyols que la defensen a la seva sort. La vídua, Isabel Encunya, educa als seus fills, que segueixen camins molt diferents: Isabel es casa amb un militar, Jaime entra en un convent, Pedro segueix la carrera política i José, la militar. Però la Guerra Civil provocarà la desintegració de la família.
Esclata la Guerra Civil. Isabel està amb el seu marit en zona nacional. Pedro i José es troben en el Madrid republicà assetjat. El primer ocupa un important càrrec, aparentment en les institucions de defensa de la ciutat. El segon és capturat a causa de les seves activitats quintacolumnistes i condemnat a mort, sentencia que el seu germà, preocupat per si mateix, no intenta revocar. José és afusellat per un escamot de milicians, però un miracle fa que els impactes de bala no arribin a llevar-li la vida. Traslladat per una dona que ho estima a la clínica d'un mèdic partidari de Franco, es reposa de les seves ferides i adquireix una nova identitat que li permetrà passar-se a la zona nacional. Al frare Jaime la guerra li enxampa, per a la seva desgràcia, en zona republicana també: a Barcelona. Poc després de l'afusellament del seu germà, ell és afusellat al seu torn al costat dels altres frares per una torba de milicians que assalten i destrossen el convent. Té l'oportunitat de salvar-se invocant el nom del seu germà Pedro (que ha estat destinat a Barcelona), però fidel al seu cognom i als seus companys, rebutja tot privilegi.
José aconsegueix passar a zona nacional gràcies a l'ajuda d'un dentista que va tenir «un passat dolent d'esquerranisme» la qual cosa li va donar «influència en aquella societat corrompuda». Arriba fins al front del País Basc, on es troba el seu cunyat, el capità Echevarría, que sent temptacions de desertar i creuar les línies per reunir-se amb la seva esposa, Isabel Churruca i els seus dos fills, atrapats en el Bilbao republicà. José Churruca ho evita, i aviat es resol la situació amb un desenllaç feliç: les tropes nacionals derroten a les Brigades Internacionals que defensen la capital biscaina i la família es reuneix.
Enfonsat el front nord, l'exèrcit de Franco es prepara per atacar en el front d'Aragó. En l'estat major de Barcelona trobem a Pedro, ara vestit amb un uniforme de l'exèrcit republicà, preparant la defensa enfront de l'imminent atac. Pedro ha de fer front als prejudicis d'un individu de mal aspecte i pitjors maneres (pot ser que sigui Valentín González, El Camperol), qui afirma que algú amb el cognom Churruca no pot servir degudament a la causa de la República. Pedro encara no ho sap, però instants després comprovarà que el milicià té raó: una dona li visita per demanar-li que li lliuri una còpia de l'estat de forces en el front d'Aragó per passar-li-ho als nacionals. Pedro, escandalitzat, li diu que no pot trair als seus.

## Versions de la pel·lícula
La pel·lícula original es va estrenar en 1941, en ple entusiasme nacional-catòlic i en el context d'una Europa dominada per Alemanya. Uns mesos abans França havia estat ocupada i s'havia imposat el règim de Vichy, el Regne Unit maldava per resistir els bombardejos de la Luftwaffe i els Estats Units no entrarien a la guerra fins després de l'atac a Pearl Harbor (desembre).
El 1950, en un clima polític mundial completament diferent, es va decidir reformar la pel·lícula per fer-la més “presentable”. L'excusa adduïda va ser que simplement es volia resincronitzar una nova sonorització, cosa que es va fer, però a més es van canviar línies de guió i fins i tot es van eliminar algunes seqüències.
- Es van temperar les crítiques als Estats Units.
- Es van eliminar referències a Falange Española.
- Es van tallar seqüències en les quals se saludava amb el braç estès.
- Es va canviar el títol Raza pel de Espíritu de una raza.

Es va tractar de destruir totes les còpies de la primera versió, a la qual es va acabar donant per perduda. Més encara: es va creure de bona fe que Espíritu de una raza no era més que Raza amb una sonorització diferent.
En 1993 la Filmoteca Espanyola va aconseguir adquirir una còpia supervivent de la primera versió, procedent d'un cinema ambulant. Aquesta còpia estava incompleta i en mal estat, però va servir per descobrir les diferències entre les dues versions.
En 1995 va aparèixer, en la Cinemateca de Berlín, una còpia completa i en bon estat, procedent dels arxius de la UFA, que havien quedat a Alemanya de l'Est i, per tant, fora de l'abast dels investigadors occidentals fins a la caiguda del Mur de Berlín.
L'any 2002, Filmoteca Espanyola va publicar un DVD amb ambdues versions.